# Agathia discisticta
Agathia discisticta là một loài bướm đêm trong họ Geometridae.